# Amara Dunqas
Amara Dunqas (tiếng Ả Rập: عمارة دنقس) là quân chủ đầu tiên của Vương quốc Hồi giáo Sennar, cai trị trong khoảng thời gian 1504 - 1533/4.

## Từ nguyên
"Dunqas" là một biệt hiệu mang ý nghĩa "cúi xuống với cái đầu nghiêng", ám chỉ cách ông ra lệnh cho thần dân nghênh đón mình.

## Tiểu sử
Theo James Bruce, Amara Dunqas đã thành lập thành phố Sennar sau khi Wad 'Ajib bị người Funj đánh bại trong một trận chiến gần Arbaji. Bằng cách này, ông chuyển kinh đô của đất nước từ Wad 'Ajib đến Arbaji để tiện theo dõi dân chúng hơn.
Sau cuộc chinh phục Ai Cập của Đế quốc Ottoman năm 1517, Amara Dunqas đã sử dụng các biện pháp ngoại giao khéo léo để ngăn quân đội Ottoman tiến xa hơn lên sông Nin và chinh phục vương quốc của mình, nhờ đó đảm bảo tương lai cho đất nước.
Năm 1523, nhà du hành Do Thái David Reubeni đi qua lãnh thổ của một vị vua mang tên 'Amara, người thường được xác định là Amara Dunqas. Hai năm sau, đô đốc Ottoman Selman Reis đề cập vắn tắt Amara với tư cách là người cai trị một vương quốc yếu ớt và dễ dàng bị chinh phục, mặc dù rộng đến mức phải mất ba tháng để đi qua lãnh thổ.